# Ligne de Kaposvár à Siófok
La ligne de Kaposvár à Siófok ou ligne 35 est une ligne de chemin de fer de Hongrie. Elle relie Kaposvár à Siófok.